# Белавенец, Николай Петрович
Никола́й Петро́вич Белавенец (1834—1854) — русский морской офицер, участник Синопского сражения и обороны Севастополя, лейтенант (1846).

## Биография
Из дворян записанных в 6-ю часть родословной книги Смоленской губернии, предки были испомещены при царе Алексее Михайловиче. Его отец Петр Павлович Белавенец женился в 1818 году на Софье Ермолаевне Сорокиной. Крещён после рождения в Пятницкой церкви Поречского уезда. Старший брат морских офицеров Павла (1828—после 1883) и Ивана (1829—1878) Белавенцев.
- 1838, 12 августа — поступил в Морской кадетский корпус в Санкт-Петербурге;
- 1841, 19 января — произведён в гардемарины, в течение года крейсировал в Балтийском море на фрегате «Мельпомена»;
- 1842, 20 декабря — за несовершеннолетием отставлен от производства в мичманы, с предоставлением права носить серебряный темляк и золотой шеврон;
- 1844, 9 августа — при выпуске из Корпуса произведён в мичманы и оставлен в офицерском классе;
- 1846 — на учебном фрегате «Верность» был в описи и промере в Финском заливе;
- 1846, 21 августа — произведён в лейтенанты с переводом из Балтийского в Черноморский флот;
- 1847—1848 гг. — крейсировал у восточного берега Чёрного моря на корвете «Ифигения» и фрегате «Сизополь»;
- 1849 — на пароходе «Эльборус» ходил по черноморским портам;
- 1850—1853 гг. — на фрегатах «Кулевчи», «Сизополь», линейных кораблях «Уриил», «Трёх Иерархов» и «Париж» крейсировал у восточного берега Чёрного моря

Был награждён орденом Святой Анны 3 степени с бантом.
18 ноября 1853 года в составе 34-го флотского экипажа на 2-м флагманском корабле «Париж» участвовал в Синопском сражении, командуя деком. Представлен П. С. Нахимовым к награде («за примерную личную храбрость и распорядительность во время боя, при метком и быстром действии его дека») и 23 декабря того же года пожалован кавалером орденом Св. Владимира 4-й степени с бантом.
С 13 сентября 1854 года в гарнизоне Севастополя. Командовал батареей на люнете перед 6-м бастионом.
Погиб 24 октября 1854 года на батарее во время преследования французской пехотой русских войск, возвращавшихся на бастион из вылазки на Рудольфову гору. Похоронен на Братском кладбище в Севастополе (сохранился памятник, объект культурного наследия).
Исключён из списочного состава флота Высочайшим приказом № 1333 от 15 декабря 1854 года.

## Память
Увековечен в церкви Морского кадетского корпуса в Санкт-Петербурге в списке воспитанников корпуса, отдавших жизнь Отечеству и в храме Св. Николая на Братском кладбище в Севастополе.